# Paulo Nobre (meteorologista)
Nota: Se procura ex-presidente da Sociedade Esportiva Palmeiras, consulte Paulo Nobre.
Paulo Nobre é um cientista brasileiro especializado no estudo do clima.
Formou-se em Meteorologia na Universidade de São Paulo (1980), fez seu mestrado no Instituto Nacional de Pesquisas Espaciais (INPE, 1984), doutorado na Universidade de Maryland (1993) e pós-doutorado na Universidade de Columbia (1999). Tem reconhecimento internacional na área dos estudos climáticos ligados ao aquecimento global.
Paulo Nobre é irmão dos cientistas Antônio Nobre, Carlos Nobre e Ismael Nobre. 
Foi secretário de Políticas e Programas de Pesquisa e Desenvolvimento do Ministério da Ciência, Tecnologia e Inovação, um do coordenadores do Programa FAPESP de Pesquisa sobre Mudanças Climáticas Globais, coordenador da Rede Brasileira de Pesquisas em Mudanças Climáticas Globais (Rede CLIMA), e colaborador do Atlantic Implementation Panel do projeto internacional Climate Variability and Predictability/Tropical Atlantic Variability (CLIVAR), no âmbito do World Climate Research Programme, mantido pela Organização Meteorológica Mundial, a UNESCO e o Conselho Internacional de Ciência.
É pesquisador do INPE, sendo o responsável pelo Grupo de Modelagem Acoplada Oceano-Atmosfera do Centro de Previsão de Tempo e Estudos Climáticos. É revisor do Journal of Climate, membro do Conselho Diretor da Rede CLIMA, colaborador do Painel Intergovernamental sobre Mudanças Climáticas (IPCC), membro do Painel Brasileiro de Mudanças Climáticas (PBMC) e um dos autores principais do 1º Relatório do PBMC (2014), a primeira avaliação nacional de grande escala sobre os impactos do aquecimento no país. Preside o Comitê Nacional do Projeto PIRATA Brasil, uma cooperação entre Brasil, França e Estados Unidos para o monitoramento de variáveis dos processos de interação oceano-atmosfera no Oceano Atlântico, cujos dados já foram usados em mais de 250 artigos científicos. Foi um dos idealizadores e lidera a equipe que desenvolveu o Modelo Brasileiro do Sistema Terrestre, o primeiro modelo climático nacional, considerado um grande avanço científico, possibilitando realizar a previsão do tempo com mais precisão e estudar com mais detalhe o impacto do aquecimento sobre o Brasil e outros países da América do Sul, tornando o Brasil o único país do Hemisfério Sul a dispor de um modelo desenvolvido localmente. O modelo também contribui para o estudo do aquecimento em nível mundial é dá subsídios para as publicações do IPCC.